# 王金瑞
王金瑞（英語：Ong Kim Swee，1970年12月11日—），馬來西亞足球教练、前足球員，現為马来西亚足球超级联赛俱乐部沙巴的主教练。曾任馬來西亞23歲以下國家足球隊與馬來西亞22歲以下國家足球隊主教練。他仍為球員時主要為東馬球隊效力，尤以90年代中期為砂拉越及沙巴球員時最廣為人知。

## 職業生涯

### 球員生涯
90年代初期，王金瑞與馬六甲隊簽約，正式開始其球員生涯。其後他入選周貴林教練麾下名為“巴塞羅那1992”的馬來西亞奧林匹克隊。1993年，王金瑞加入砂拉越隊為該隊效力兩個賽季。1994年年末，他在爭議下轉會至沙巴隊，後先在1995年贏得馬來西亞足總盃，再於1996年贏得馬來西亞超級足球聯賽冠軍。
1994年9月22日，王金瑞第一次代表國家隊上陣，對戰科威特國家足球隊。隨後他亦代表馬來西亞出征1994年亞運會。1995年，馬來西亞挑選隊在一場表演賽中成功以1－1逼平法林明高競賽會，王金瑞為該支球隊的其中一員。

### 教練生涯
王金瑞在2005年正式執教馬六甲隊，開啟其教練生涯。2009年，王金瑞接替拉加哥帕成為幼虎的新一任主教練，並率隊贏得2009年馬來西亞首要足球聯賽。其後他成為馬來西亞23歲以下國家足球隊的領隊，並帶隊參加了2012年夏季奧林匹克運動會入選賽與2011年東南亞運動會。
王金瑞也曾執教其中一支馬來西亞23歲以下國家足球隊的分隊，即幼虎A隊，期間帶隊參加了2014年的澳洲昆士蘭全國頂級聯賽。 2015年，馬來西亞國家足球隊主教練多拉沙禮辭職，王金瑞暫代。早在2014年、多拉沙禮被委任為國家隊主教練前，王金瑞也曾被委為國家隊的臨時教練。儘管他帶隊參加世界杯入選賽表現差勁，馬來西亞足總仍在2016年1月18日與他簽訂了兩年的合同。
2017年3月，柔佛王儲东姑依斯迈上任馬來西亞足總主席一職，王金瑞隨即被安排執掌馬來西亞22歲以下國家足球隊，取代執教兩年的德國籍教練弗兰克。2017年，馬來西亞舉辦東運會，他率隊闖入決賽，最終敗於泰國隊，奪得銀牌。他亦帶隊參加2018年亞足聯U-23錦標賽，球隊成功晉級複賽。

## 榮譽

### 教練榮譽
幼虎
- 馬來西亞首要足球聯賽 (1): 2009年馬來西亞超級足球聯賽（英语：2009 Malaysia Premier League）

馬來西亞23歲以下國家足球隊 / 馬來西亞22歲以下國家足球隊
- 東南亞運動會金牌 (1): 2011年
- 東南亞運動會銀牌 (1): 2017年（英语：2017年东南亚运动会足球比赛）
- 默迪卡盃足球賽 (1): 2013年（英语：2013 Merdeka Tournament）
- 孟加拉盃（英语：Bangabandhu Cup） (1) : 2015年（英语：2015 Bangabandhu Cup）

### 個人榮譽
馬來西亞
- 马六甲 :
  - 馬六甲成員勳章（Darjah Pangkuan Seri Melaka (DPSM)）： 拿督（2013年）[11]

## 外部鏈接
- 拿督王金瑞 - Tag Archive - Sports247.My